# Nyckelharpa

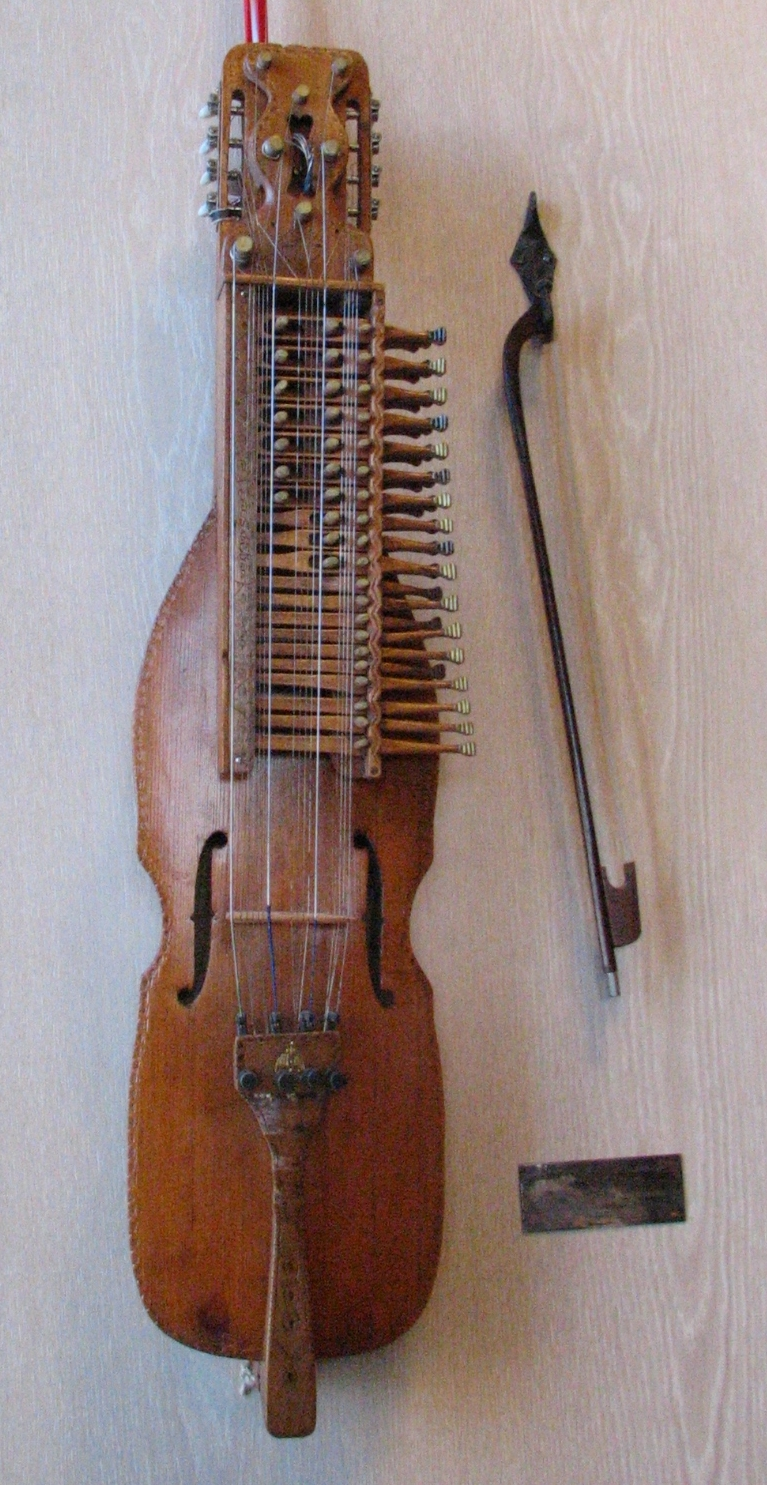
Nyckelharpa, gebaut von Eric Sahlström

Details der Mechanik

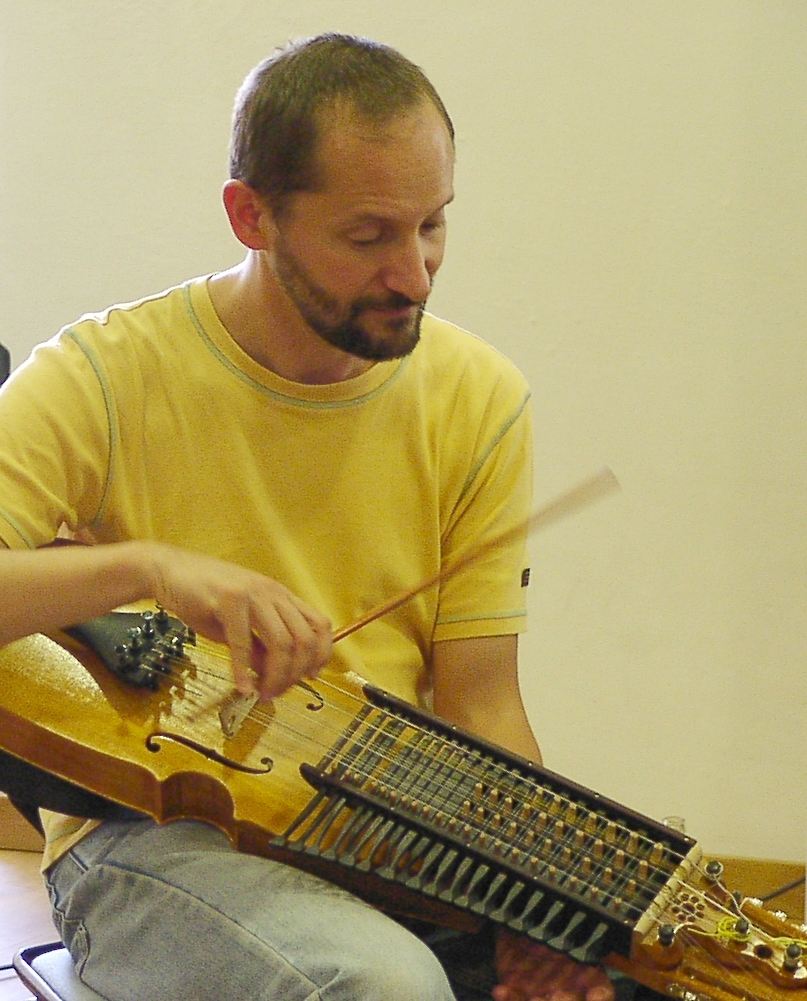
Marco Ambrosini mit einer Nyckelharpa von Annette Osann

Die Nyckelharpa (schwedisch, wörtlich „Schlüssel-Harfe“, Plural nyckelharpor), im Deutschen auch Schlüsselfidel, seltener Schlüsselfiedel, Schlüsselgeige oder Tastenfidel, ist ein Streichinstrument, dessen Saiten mechanisch über Tasten („Schlüssel“) verkürzt werden. 
Seit 2023 steht die Nyckelharpa mit ihrer Musik in der UNESCO-Liste des immateriellen Kulturerbes der Menschheit.

## Bauform
Die Saiten der Nyckelharpa werden mit einem kurzen Bogen in Schwingung versetzt. Die Tonhöhe der Saiten wird dabei durch das Betätigen von Tasten bestimmt – ähnlich wie bei der Drehleier. Die Fähnchen auf den Tasten, welche die Saiten abgreifen, werden „Tangenten“ genannt.
Es gibt eine Vielzahl an Formen der Nyckelharpa. Eine moderne, chromatische Nyckelharpa hat vier Spielsaiten. Je nach Bauart der Tastatur können unterschiedlich viele (meist drei oder alle vier) Spielsaiten mit Tangenten verkürzt und damit in der Tonhöhe verändert werden. Saiten ohne Tastatur-Reihe werden oft als Bordun genutzt.
Hinzu kommen meist zwölf Resonanzsaiten oder Sympathiesaiten (engl. sympathetic strings). Diese Resonanzsaiten liegen unter den Melodiesaiten und werden nicht mit dem Bogen gestrichen, sondern durch die gespielten Töne und deren Obertöne zum Mitschwingen angeregt. Durch die Resonanzsaiten entsteht der Eindruck eines Hall-Effektes. Wann die ersten Nyckelharpor mit Resonanzsaiten ausgestattet wurden, ist ungeklärt.
Nach dem Vorhandensein von Resonanzsaiten erfolgt auch eine erste Einteilung unterschiedlicher Typen der Nyckelharpa:
- Nyckelharpor ohne Resonanzsaiten sind die Mora-Harpa, die Esse-Harpa (West-Finnland) oder die Nyckelharpa von Vefsen (Norwegen).
- Nyckelharpor mit Resonanzsaiten sind die Enkelharpa, Silver- und Kontrabasharpa und die chromatische (schwedisch kromatisk) Nyckelharpa, die modernste und am weitesten verbreitete Form.

Die Anzahl der Resonanzsaiten und deren Stimmung variiert; die chromatische Nyckelharpa hat zwölf Saiten, die die gesamte chromatische Skala abdecken. Weitere Unterteilungen erfolgen nach Art, Anzahl und Position von Bordun- und Melodie-Saiten. Vor allem im oberen Register werden die Tangenten für das Abgreifen der Töne aus Platzgründen oft über zwei Tastaturreihen verteilt. Der Tonumfang ist bei den älteren Formen meist diatonisch, die modernen sind chromatisch spielbar.
Zwei grundlegende Bauformen der Nyckelharpa sind heute zu beobachten: die vorwiegend in Schweden gefertigte, in der Tradition der Folklore stehende dreireihige Nyckelharpa mit gebogener Decke und gesägter Zarge und das „kontinentale“, vom Geigenbau inspirierte Modell (J.C. Condi, A. Osann) mit seinen vier Reihen, einer gebogenen Zarge und einer mitunter gehobelten Decke (J.C. Condi, A. Pilz), das verstärkt bei der Interpretation von Alter Musik, aber auch bei anderem nicht-folkloristischen Repertoire zum Einsatz gelangt.

## Geschichte

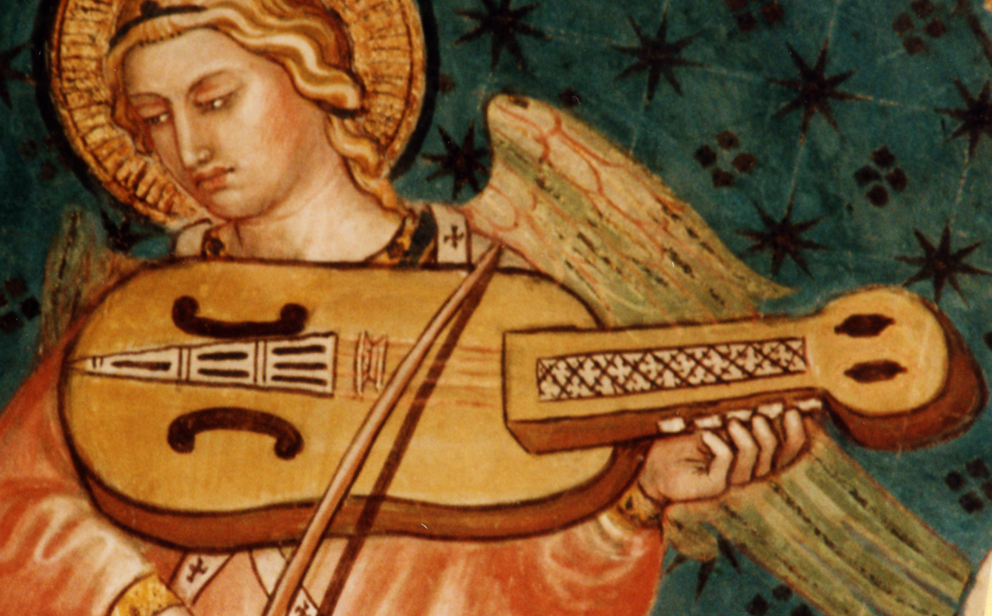
Engel mit „Viola a chiavi“, Cappellina di Palazzo Pubblico, Siena, Italien. Fresko von Taddeo di Bartolo, 1408

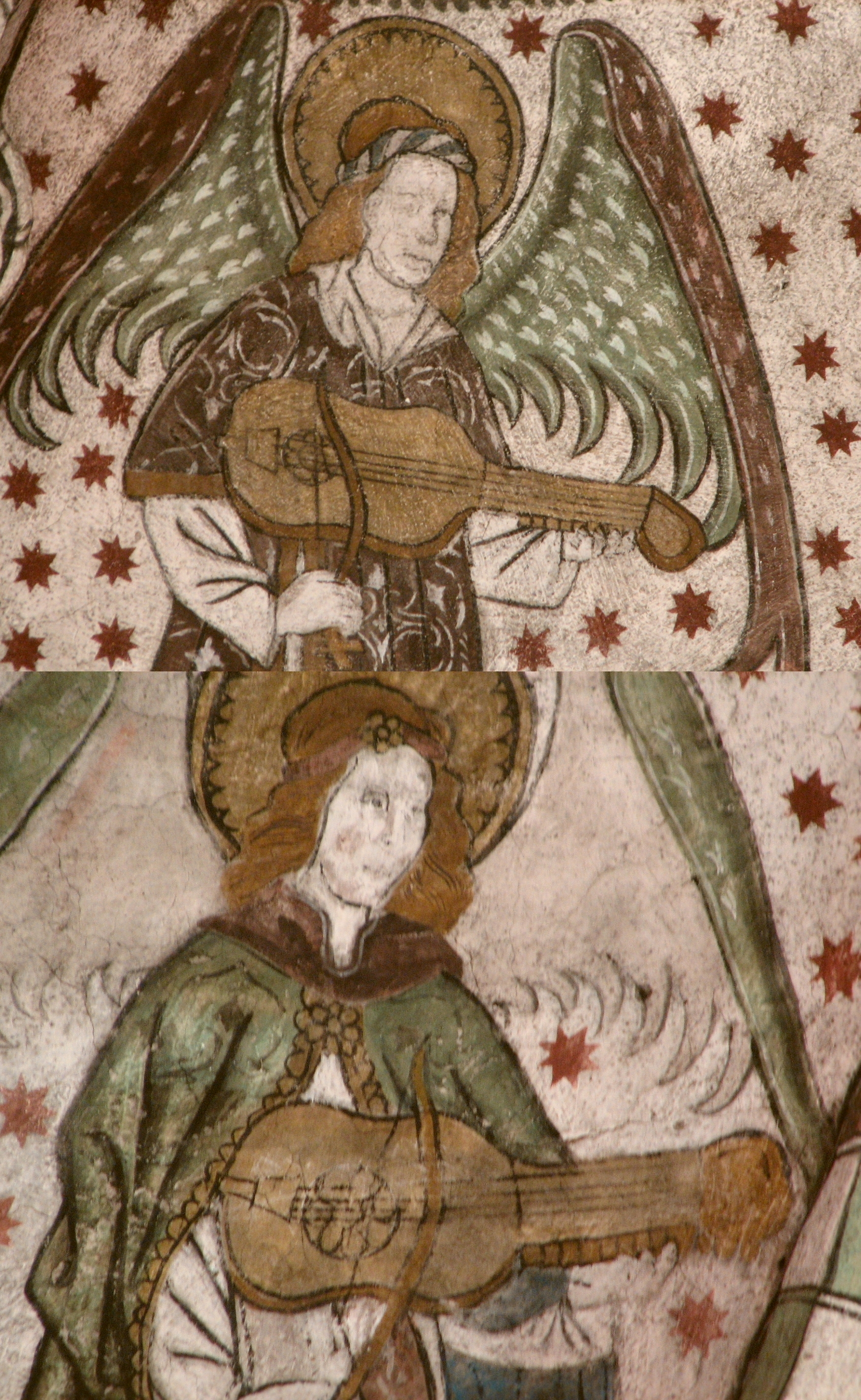
Kirche von Tolfta, Uppland, Schweden. Zwei Engel mit Nyckelharpa in den Deckengemälden, 2. Hälfte 15. Jahrhundert

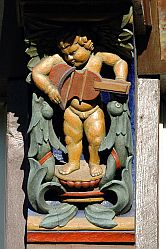
Putte mit Schlüsselfidel am Knochenhaueramtshaus in Hildesheim

Vorläufer der modernen Nyckelharpa gibt es seit dem Mittelalter. Belege über die Existenz solcher Instrumente finden sich hauptsächlich in Schweden, aber auch in Dänemark, Deutschland, Österreich und Italien.
Eine der wahrscheinlich ältesten Abbildungen einer Nyckelharpa findet sich auf einem Steinrelief am Portal der Kirche von Källunge auf Gotland, Schweden, datiert auf ca. 1350. Das dargestellte Instrument ähnelt stark einer Frühform der Nyckelharpa, die heute als „Mora-Harpa“ bekannt ist. Diese bis heute überlieferte Form der Nyckelharpa wurde nicht nach ihrem Fundort Älvdalen in Dalarna (Mittelschweden) benannt, sondern nach ihrer neuen Heimat in Mora, wo sie im Zornmuseet ausgestellt ist. Auf der Halsrückseite der Mora-Harpa steht die Jahreszahl 1526. Es kann sich dabei aber nicht um das Baujahr handeln, weil dieses nachweislich das Jahr 1680 ist.
Im Deutschland des 16. und 17. Jahrhunderts war die „Schlüsselfidel“ offenbar bekannt, denn sie wird bei Sebastian Virdung Musica getutscht und ausgezogen (1511), bei Martin Agricola Musica instrumentalis deudsch (1529) und bei Michael Praetorius Syntagmatis musici tomus secundus (1619) im Theatrum instrumentorum erwähnt und dargestellt. 1989 fand der schwedische Instrumentenforscher Per-Ulf Allmo an der Fassade des Hauses der Schlachterinnung (dem Knochenhaueramtshaus von 1529) in Hildesheim eine Verzierung mit fünf Putten, von denen eine ganz offensichtlich auf einer Nyckelharpa spielt. Eine Abbildung eines Engels in Siena, Italien, zeigt ebenfalls ein Instrument, welches vom selben Typus wie die Schlüsselfidel von Praetorius ist (Fresko von Taddeo di Bartolo, 1408). In seinem 2004 erschienenen Buch „Den gäckande nyckelharpan“ veröffentlichte Per-Ulf Allmo neue Erkenntnisse über die Herkunft der Nyckelharpa. Er fand anhand älterer Darstellungen Belege dafür, dass die Idee der Nyckelharpa ursprünglich von Kontinentaleuropa nach Schweden gewandert ist.
Im Salzburger Museum Carolino Augusteum werden zwei Schlüsselfideln aus dem süddeutsch-österreichischen Raum aufbewahrt, die aus dem 17. Jahrhundert stammen.
Die chromatische Nyckelharpa wurde 1929 von August Bohlin (1886–1949) entwickelt und später zu einem modernen, vielseitig einsetzbaren Instrument weiterentwickelt. Mitte des 20. Jahrhunderts war die Nyckelharpa nicht mehr verbreitet und wurde nur noch von wenigen Spielmännern in Uppland gespielt. Vor allem Eric Sahlström (1912–1986) hat durch seine Kompositionen zu einer Erweiterung des Repertoires beigetragen.
Seit den 1990er Jahren gibt es, angestoßen unter anderem durch Musiker wie Marco Ambrosini und Didier François und begleitet durch die Instrumentenbauer Annette Osann und Jean Claude Condi, eine verstärkte Hinwendung zu nicht-folkloristischem Repertoire. Die Nyckelharpa kommt bei diesen Musikern im Bereich der Renaissance- und Barockmusik aber auch der modernen Musik zum Einsatz. Es ist vor allem die vierreihige Nyckelharpa, die hier vorrangig Verwendung findet.

## Nyckelharpa-Treffen
Jedes Jahr findet in Österbybruk im schwedischen Uppland ein Treffen der besten Spielleute statt, die so genannte nyckelharpstämman. Dabei werden einerseits Wettbewerbe durchgeführt (eine WM), außerdem können auch die Instrumente selbst zur Begutachtung eingereicht werden. Andererseits spielt das gemeinschaftliche Musizieren und Instrumentenbauen – auch mit spontanen Treffen unterschiedlicher Spielgruppen – eine zentrale Rolle.
Die größte Nyckelharpa-Veranstaltung in Deutschland sind die „Internationalen Nyckelharpa-Tage“ auf Burg Fürsteneck mit über achtzig Nyckelharpaspielern aus 13 Nationen (Stand 2021).

## Nyckelharpa-Spieler und Komponisten

### Nyckelharpa-Spieler
Bekannte Nyckelharpaspieler sind unter anderem: Eric Sahlström, der die chromatische Nyckelharpa in ihrer heutigen Form entwickelte, gilt ebenfalls bezüglich seines Spiels als stilbildendes Vorbild, dem immer noch nachgeeifert wird. Seine Kinder, insbesondere Sigurd Sahlström, sind ebenfalls bedeutende Spieler. Einige weitere bekannte Nyckelharpa-Spieler aus Schweden sind: Olov Johansson von der Band Väsen, Peter „Puma“ Hedlund, Torbjörn Näsbom, Magnus Holmström, Emilia Amper, Josefina Paulson, Johan Hedin, Daniel Pettersson, Mia Gundberg Ådin von der Band Huldrelokkk und Anders Norudde (Mora-Harpa). Außerhalb Schwedens spielen folgende Musiker Nyckelharpa: Ana Alcaide (Spanien),  Annie Hurdy Gurdy (Deutschland), Didier François (Belgien), Jule Bauer (Deutschland), Marco Ambrosini (Deutschland), Amalie Bruun (Dänemark), Olena Yeremenko, Thomas Roth, Ueli Leuthold und Vicki Swan (Großbritannien). 
Die Nyckelharpa kommt neben schwedischem Folk auch in der Weltmusik, der Rockmusik und im Metal zum Einsatz. In Deutschland, Österreich und der Schweiz spielen Nyckelharpa die Gruppen: Akleja, Brisinga, Die Irrlichter, Duivelspack, Faun, Geyers, In Extremo, Nyckelharpa Trio, Ohrenpeyn, Oni Wytars, Poeta Magica, Sangre de muerdago, Storm Seeker, Strömkarlen, Sväng, Triskilian, Tworna, Versengold, Ysilia. Die Nyckelharpa wird außerdem in der skandinavischen Band Huldrelokkk gespielt.

### Komponisten

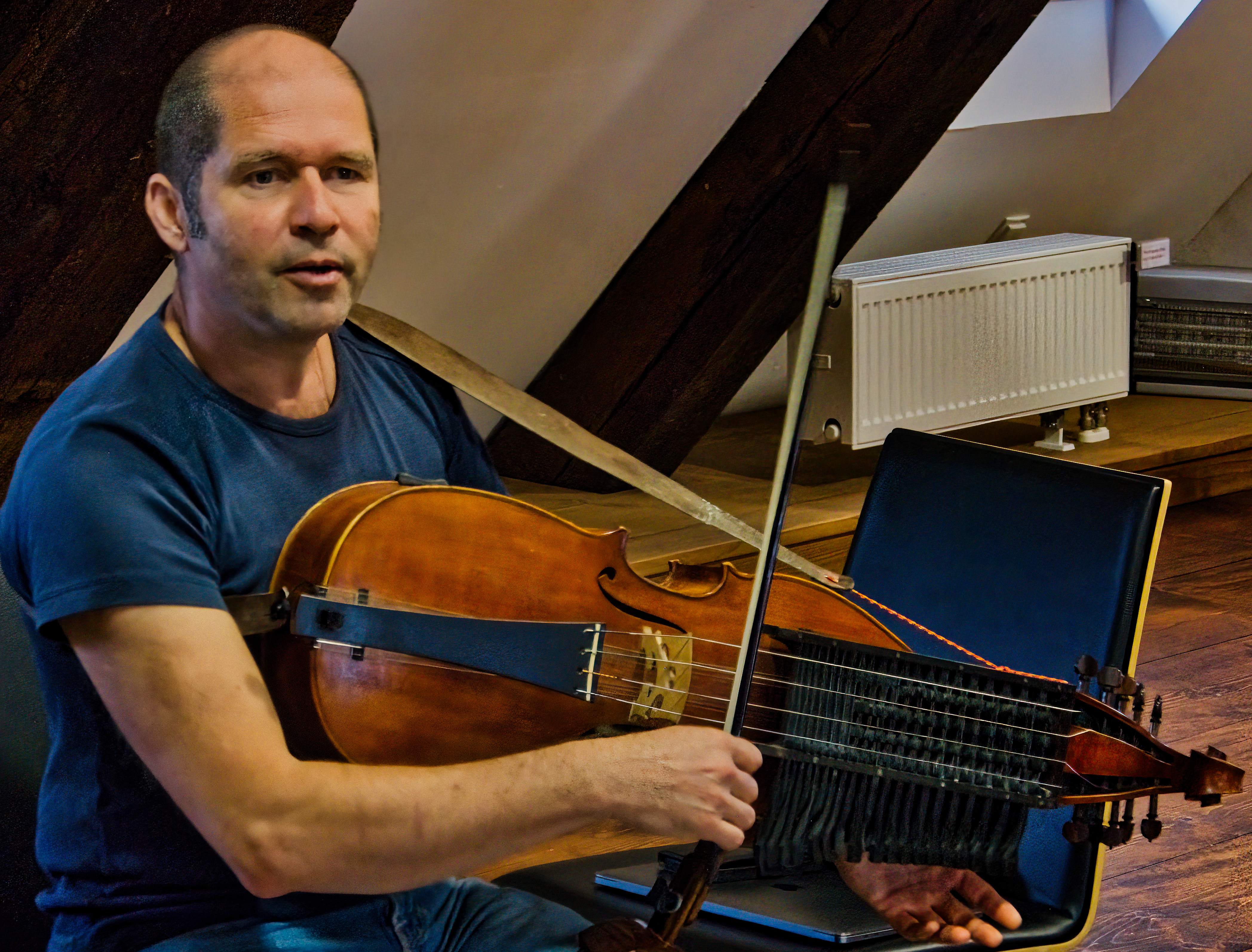
Didier François bei den Internationalen Nyckelharpatagen auf Burg Fürsteneck in Deutschland, 2023

Viele zeitgenössische Komponisten haben Werke für Nyckelharpa geschrieben, unter ihnen Michael Riessler, Marco Ambrosini, Jean-Louis Matinier und Helena Tulve.

## Unterricht
In Schweden gibt es Ausbildungsmöglichkeiten auf der Nyckelharpa am Eric-Sahlström-Institutet in Tobo, Gemeinde Tierp. Dort werden einjährige Vollzeitkurse, aber auch kürzere externe Kurse angeboten. Eine auf zwei bis drei Jahre angelegte berufsbegleitende „Europäische Nyckelharpa-Fortbildung“ für Musiker wurde auf Initiative von Marco Ambrosini (in Zusammenarbeit mit den Dozenten Didier François, Annette Osann, Ditte Andersson und Jule Bauer) in einer Kooperation der Scuola di Musica Popolare di Forlimpopoli in Italien, dem Eric-Sahlström-Institutet in Schweden und der Akademie Burg Fürsteneck in Deutschland entwickelt.
Unterrichtsangebote für Nyckelharpa gibt es auch bei den alljährlich stattfindenden „Internationalen Nyckelharpa-Tagen“ auf Burg Fürsteneck. Als eine der wenigen privaten Musikschulen bietet die FGS Musikschule aus Jena, Thüringen, Nyckelharpa im Einzel- oder Gruppenunterricht und regionale/überregionale Workshops an.
Mit Unterstützung durch die europäische Kommission wurde im Rahmen des Grundtvig-Programms eine Lernpartnerschaft mit dem Titel „CADENCE – Cultural ADult Education and Nyckelharpa Cooperation in Europe – Teaching music to adults with special emphasis on the nyckelharpa (keyed fiddle)“ begründet, die die musikpädagogischen Zugänge in den beteiligten Ländern untersucht mit dem Schwerpunkt auf dem Unterricht für die Nyckelharpa. Als Musikbildungsstätten beteiligt sind derzeit die Akademie Burg Fürsteneck in Deutschland, das Eric Sahlström Institutet in Schweden und die Scuola di Musica Popolare di Forlimpopoli in Italien.

## Literatur

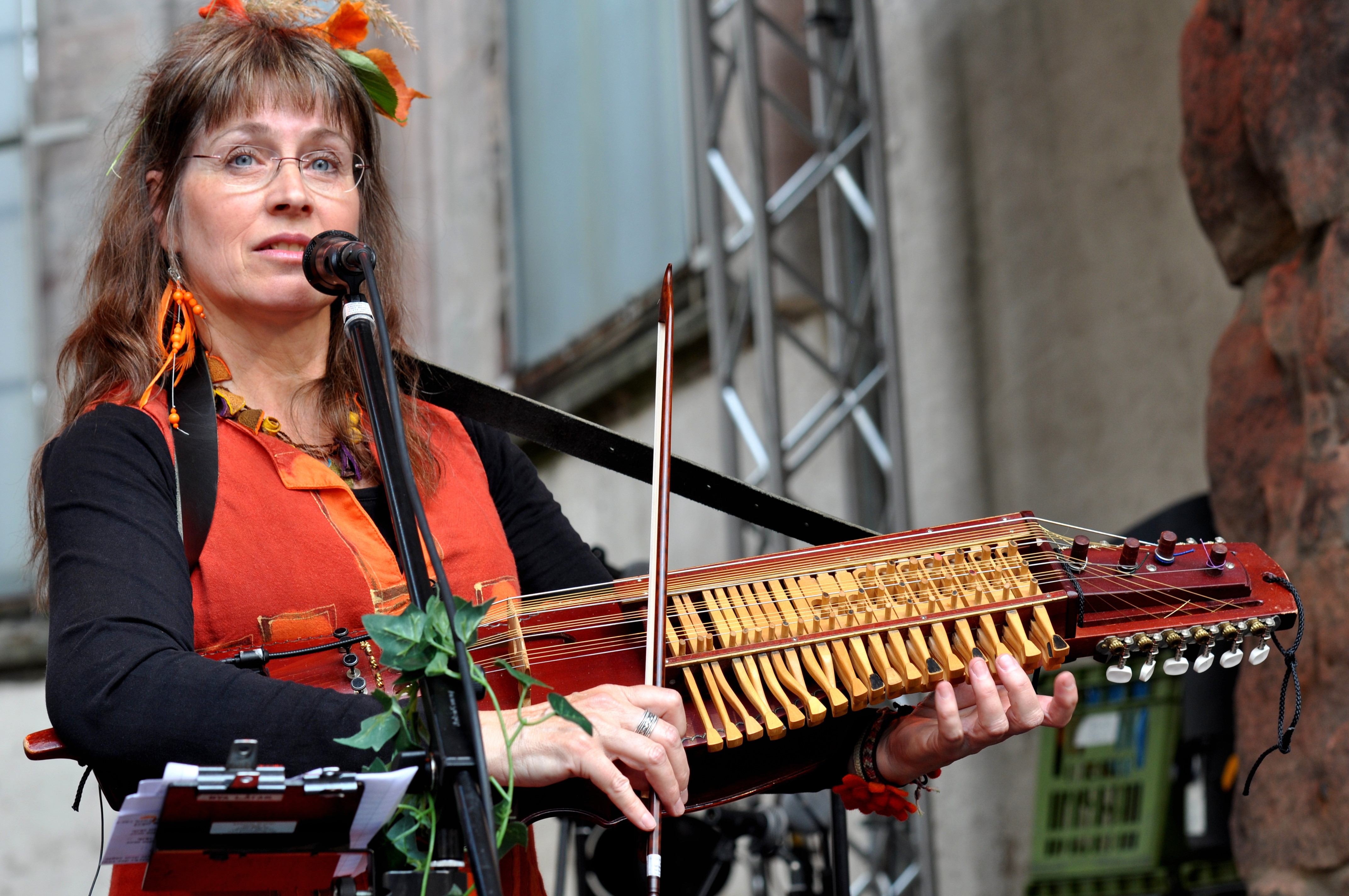
Mia Gundberg Ådin mit der Nyckelharpa beim Festival Bardentreffen 2015 in Nürnberg